# Lissonota occidentalis
Lissonota occidentalis là một loài tò vò trong họ Ichneumonidae.